# ESCP Business School
Die ESCP (Französisch: École supérieure de commerce de Paris) ist eine private, staatlich anerkannte Wirtschaftshochschule. Sie verfügt über sechs Standorte in Berlin, London, Madrid, Paris, Turin und Warschau. Die Hochschule führt transnationale Bachelor-, Master-, Promotions- und MBA-Programme sowie Seminare zur Weiterbildung von Managern durch. Die in seiner Studienplatzvergabe hoch selektive Grande école wird von der Industrie- und Handelskammer Paris (CCIP) finanziert und verwaltet. Zusammen mit der HEC Paris und der ESSEC Business School bildet sie die „trois Parisiennes“ (drei Pariser). Die ESCP bezeichnet sich als die älteste noch bestehende Business School der Welt.

## Geschichte
Konkurrierende Business Schools und polytechnische Hochschulen buhlten in Paris, Frankreich bereits zum Beginn des 19. Jahrhunderts um internationale Studenten. 1819 gründeten in diesem Umfeld die zwei ehemaligen napoleonische Soldaten Germain Legret and Amédée Brodart die École supérieure de commerce de Paris (kurz: ESCP). Beratender Mitbegründer war Jean-Baptiste Say. German Legret hatte bereits 1815 und 1818 zwei Business Schools in Paris gegründet, die jedoch beide wieder schließen mussten. Die ESCP ist somit die älteste noch bestehende Wirtschaftshochschule der Welt. Sie wurde nach dem Vorbild des ersten französischen Grande École, dem von Lazare Carnot und Gaspard Monge gegründeten École polytechnique, organisiert. Sie wurde jedoch erst ab 1838 vom französischen Staat unterstützt, der zu diesem Zeitpunkt erstmals Stipendien für ein Studium an der ESCP vergab. Ab dem Jahr 1869 nutzte die Pariser Handelskammer (Chambre de commerce et d'industrie de région Paris - Île-de-France) die Schule erstmals um künftige Manager in Spitzenpositionen in moderner BWL zu unterrichten. Seit 1892 wird der bis heute beibehaltene selektive Zulassungsprozess in Form von Zulassungsprüfungen durchgeführt. Wegen steigender Studentenzahlen konnte die ESCP Business School im Jahr 1898 in ihr heutiges Gebäude in der Pariser Avenue de la République ziehen.
Im Jahr 1973 wurde der deutsche Standort der heutigen transnationalen Wirtschaftshochschule, der EAP European School of Management, in Düsseldorf gegründet. Dieser entstand auf Initiative der Pariser Industrie- und Handelskammer. Hintergrund der Gründung war, dass französische Unternehmer Anfang der 1970er Jahre die Notwendigkeit sahen, Nachwuchsmanager auf das entstehende Europa vorzubereiten. Sie gründeten eine Hochschule, die zunächst mit einem dreijährigen Studienprogramm an den Standorten in Paris, Oxford und Düsseldorf ihre Arbeit aufnahm.
In den folgenden Jahren zog der deutsche Standort 1985 nach Berlin um, wurde 1988 vom Land Berlin als wissenschaftliche Hochschule anerkannt, und dehnte sukzessive die Anzahl der Programme weiter aus – in gemeinsamer Arbeit mit den anderen europäischen Standorten, zu denen 1987 als vierter Madrid hinzugekommen war.
1997 bezog die Hochschule die ehemaligen Gebäude des Kaiserin-Auguste-Viktoria-Säuglingsheim im Heubnerweg 8–10 in Charlottenburg. Die Bauten im neobarocken Stil wurden in den Jahren 1907 bis 1909 unter Leitung des Architekten und Berliner Stadtbaurats Ludwig Hoffmann errichtet. Die Planung erfolgte maßgeblich durch Alfred Messel und Edmund May in den Jahren 1906 bis 1907.
2002 erhielt die Hochschule die AACSB-Akkreditierung. 2004 kam Turin als Standort hinzu. 2009 änderte die Hochschule ihre Bezeichnung und wurde zur ESCP, nachdem sie seit 1999, unter dem Namen ESCP-EAP firmiert hatte.
2011 wurde die ESCP ein Gründungspartner der Universität Sorbonne Arts et Métiers (HESAM), einem Verbund von Forschungseinrichtungen und Hochschulen der Geistes- und Sozialwissenschaften wie der École nationale d’administration (ENA), des Conservatoire National des Arts et Métiers oder der Université Paris 1 Panthéon-Sorbonne.
2015 wurde die Dependance in Warschau in den Gebäuden der Akademia Leona Koźmińskiego eröffnet.

ESCP Business School Berlin
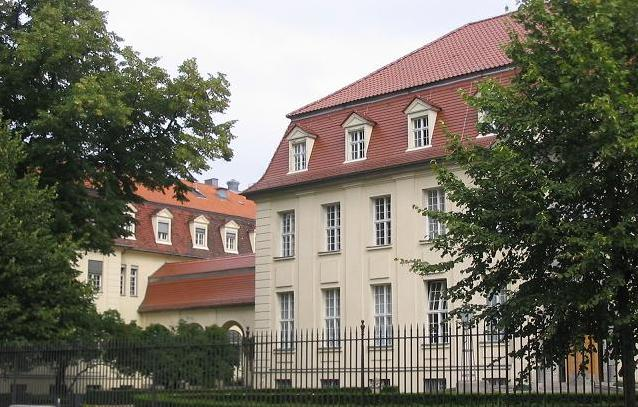
Neoklassizistisches Gebäude der ESCP
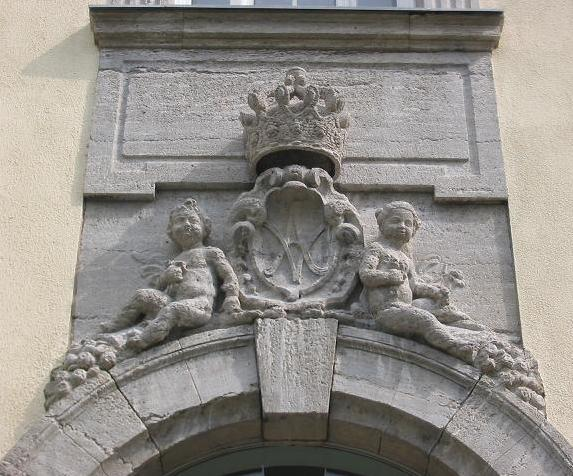
Figuren über dem Eingangsportal
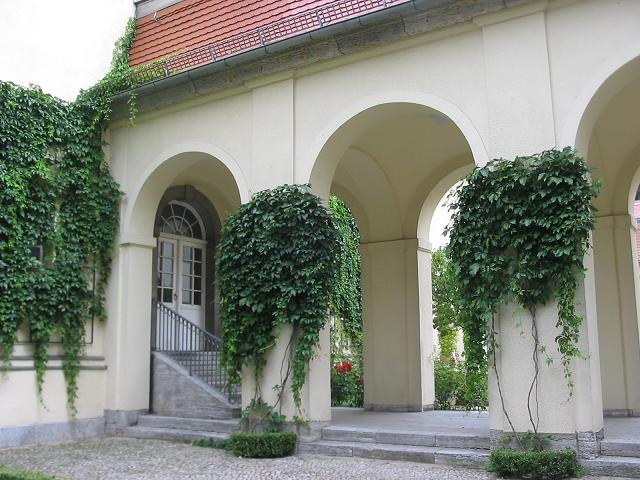
Außengang
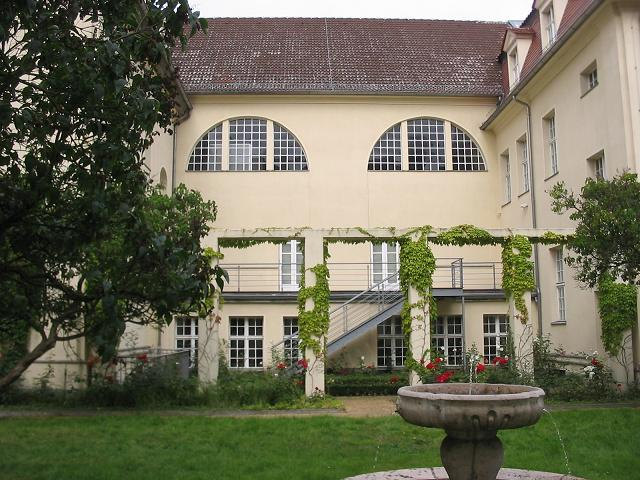
Innenhof
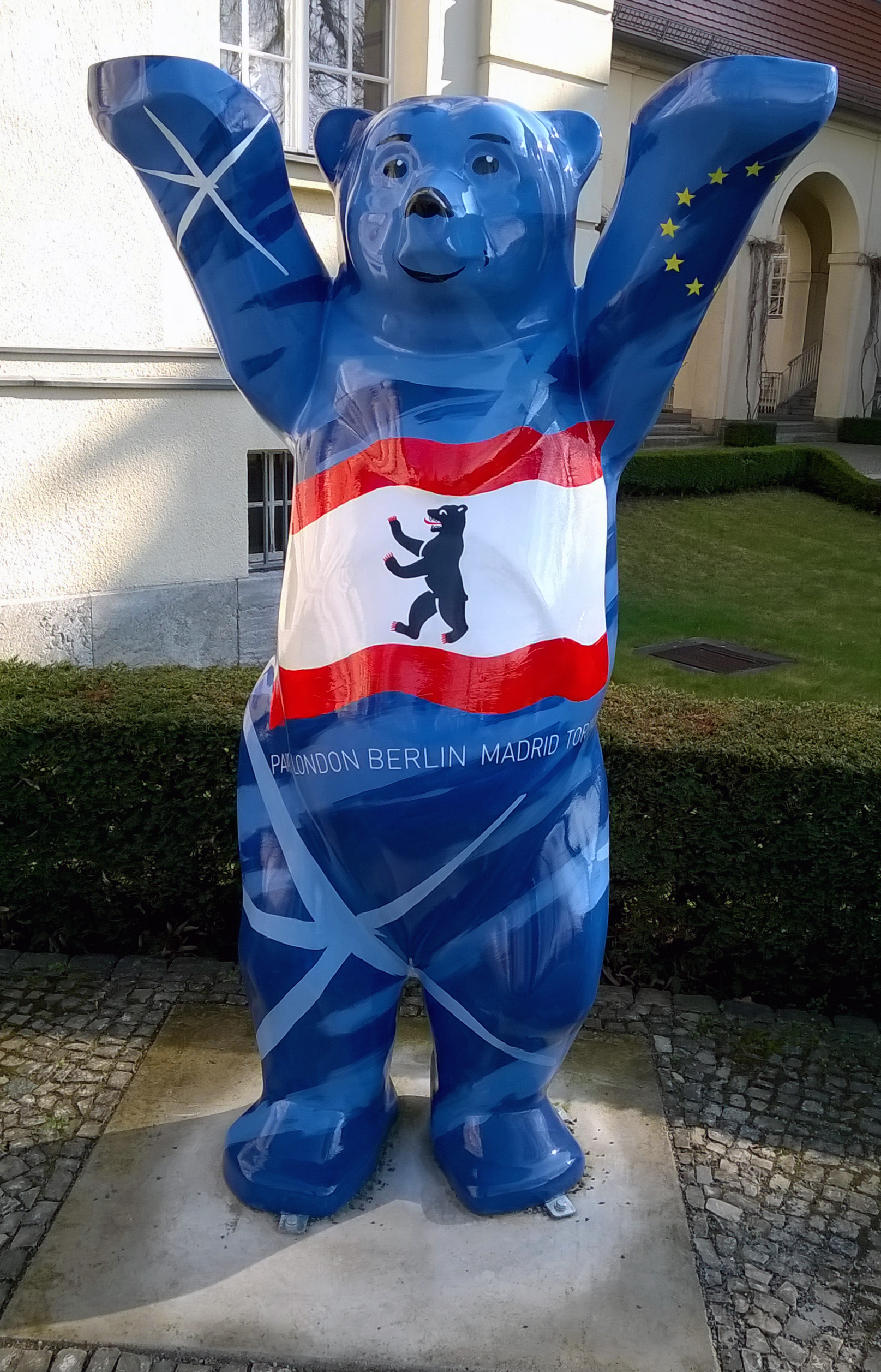
ESCP-Bär vor dem Hochschulgebäude

## Standorte
In Deutschland ist die Einrichtung eine staatlich anerkannte wissenschaftliche Hochschule und verfügt über das Promotionsrecht. Schwerpunkte sind Unternehmertum und digitale Innovation, Internationales Management, und Nachhaltigkeit.
In England ist die ESCP in Hampstead (London) angesiedelt.
In Frankreich ist die ESCP Mitglied der Conférence des Grandes Écoles.
In Italien arbeitet die ESCP mit der wirtschaftswissenschaftlichen Fakultät der Universität Turin zusammen. Hier sind auch die Räumlichkeiten der ESCP angesiedelt.
In Polen kooperiert die Schule mit der Akademia Leona Koźmińskiego in Warschau in deren Gebäude sie sich ebenfalls befindet.

Standorte der ESCP Business School
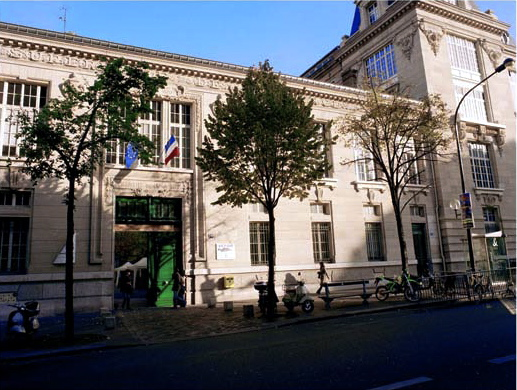
Paris – Republique
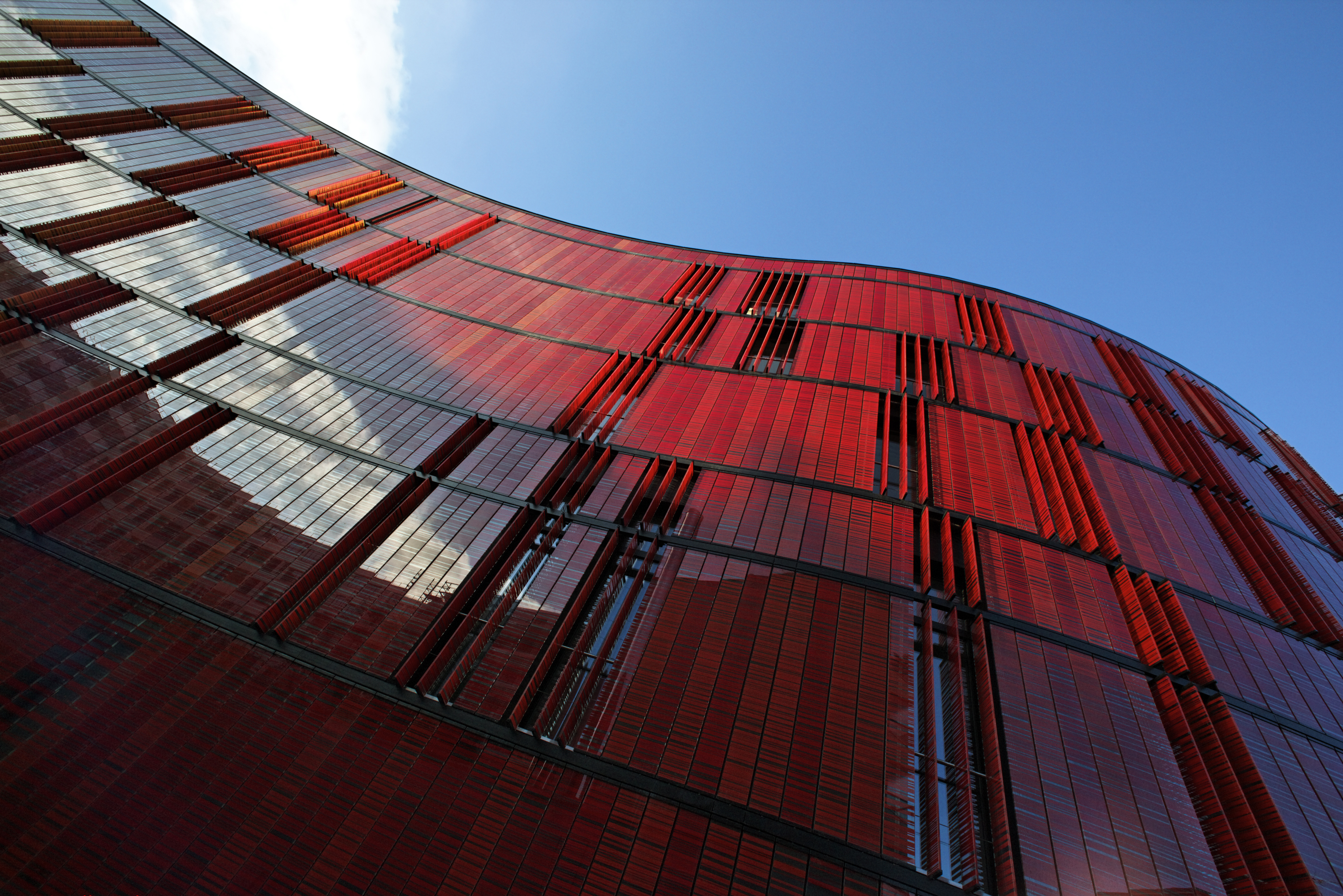
Paris – Montparnasse
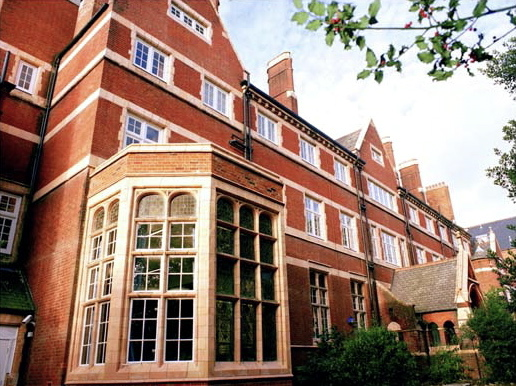
London
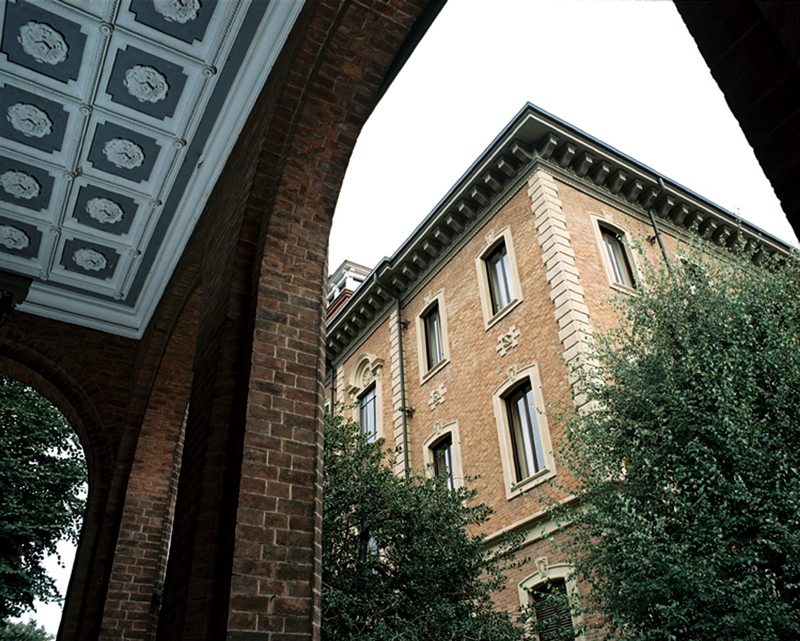
Turin
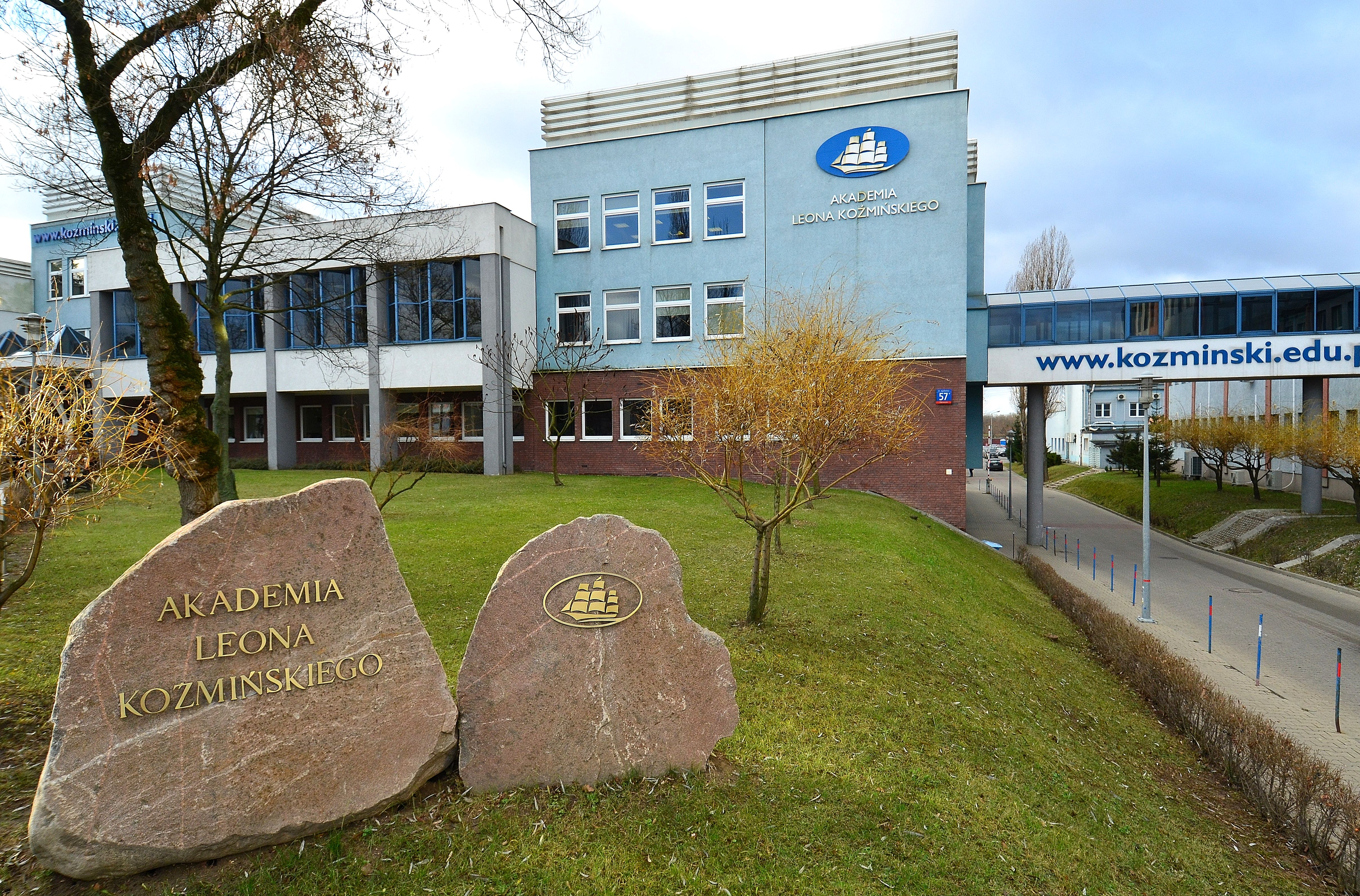
Warschau

## Studienprogramme

### Bachelor in Management (BSc)
Ein dreijähriges Studium in Betriebswirtschaftslehre, das jedes Jahr in einem anderen Land stattfindet.

### Master in Management (MIM)
Ein zweijähriges Hauptstudium in Betriebswirtschaftslehre, das jedes Jahr bzw. Semester in einem anderen Land und einer anderen Sprache stattfindet. Es kann mit bis zu vier staatlich anerkannten Diplomen abgeschlossen werden.

### Master of Business Administration (MBA)
Ehemals MEB – Master in European Business, ist ein einjähriges Vollzeitprogramm in zwei Ländern für Juristen, Ingenieure, Natur-, Sprach- und Geisteswissenschaftler. Außerdem ist es eine Spezialisierung für Wirtschaftswissenschaftler. Eine Arbeitserfahrung von circa drei Jahren ist Aufnahmevoraussetzung. Die Studierenden absolvieren an beiden Standorten ein Company Consultancy Project. Dieses Programm war bis September 2020 von der amerikanischen Association of MBAs akkreditiert. Seither wird es von der europäischen European Foundation for Management Development (EFMD) akkreditiert, womit die ESCP nicht mehr die Triple Crown trägt.

### Executive Master in International Business (EMIB)
Der EMIB ist ein mindestens 18-monatiges und maximal 3-jährig berufsbegleitendes postgraduales Studium. Der verliehene Abschluss ist ein Master in International Business. Er steht nur Bewerbern offen, die mindestens drei Jahre Berufserfahrung in der Wirtschaft gesammelt haben. Er schließt mit einer Master Project Thesis ab, die vor einem Gremium aus mindestens drei Professoren durch den Bewerber verteidigt wird.

### Doctor of Philosophy (Promotion)
Ein Promotionsstudium ist am Campus Paris oder Berlin möglich. Die Regelstudienzeit beider Programme beträgt drei Jahre. In Frankreich wird in Kooperation mit der Université Paris 1 Panthéon-Sorbonne der Doctor of Philosophy (Ph.D.) vergeben, in Deutschland der Dr. rer. pol. Letzterer ist als externe wie interne Promotion möglich. Als dritte Möglichkeit bietet die ESCP den Global Executive Ph.D. an, der als berufsbegleitendes Studium die Lücke zwischen Praxis und Theorie schließen soll.

## Alumni
Quelle:

### Politik
- Michel Barnier (Premierminister Frankreich, zuvor Verhandlungsführer des Brexit für die Europäische Union, zuvor französischer Außenminister)
- Joseph Clément Garnier (Ökonom und Mitglied des Französischen Senats von 1876 bis 1881)
- Frédéric Genta (Country Chief Digital Officer des Fürstentums Monaco)
- Roxana Maracineanu (Französische Ministerin für Sport)
- Thierry Michels (Mitglied der Französischen Nationalversammlung seit 2017)
- Claude Nougein (Mitglied des Französischen Senats seit 2014)
- Béatrice Piron (Mitglied der Französischen Nationalversammlung seit 2017)
- Cathy Racon-Bouzon (Mitglied der Französischen Nationalversammlung seit 2017)
- Hans-Gert Pöttering (Ehrendoktorwürde, 12. Präsident des Europäischen Parlamentes)
- Jean-Pierre Raffarin (Premierminister von Frankreich von 2002 bis 2005, Professor der ESCP)
- Stéphane Valeri (Präsident des Parlaments Monacos, ehemaliger Gesundheitsminister des Fürstentums Monaco)
- François Zocchetto (Mitglied des Französischen Senats von 2001 bis 2017)

### Bildung
- Agnès Bénassy-Quéré (Professorin für Ökonomie an der Université Paris 1 Panthéon-Sorbonne)
- Olivier Blanchard (Chief Economist des IMF von 2008 bis 2015, Robert M. Solow Professor emeritus für Ökonomie am MIT)
- Andreas Kaplan (Professor für Marketing)
- Christine Musselin (Wissenschaftlicher Direktor der Science Po)
- Michel Wieviorka (Französischer Soziologe und Rassismusforscher)

### Wirtschaft
- Ignacio Garcia Alves (CEO von Arthur D. Little)
- Andreas von Arnim (Vorstandsvorsitzender der Berliner Verkehrsbetriebe von 2002 bis 2005)
- Patricia Barbizet (Erster weiblicher CEO von Christie’s, Stellv. Aufsichtsratsvorsitzende von Kering)
- Stéphan Caron (Head of European Direct Corporate Finance bei BlackRock)
- Roger Cukierman (Philanthropist, Banker und Vizepräsident des Jüdischen Weltkongresses)
- Gunnar Gräf (Unternehmer, Investor und Professor der ESCP)
- Philippe Heim (CEO von La Banque Postale)
- Fabian Kienbaum (Geschäftsführer und Sohn des Gründers von Kienbaum Consultants International)
- Patrice Louvet (CEO von Ralph Lauren Corporation)
- Christophe de Margerie (CEO von Total von 2007 bis 2014)
- Nicola Petrovic (CEO von Siemens France)
- Arnaud de Puyfontaine (CEO von Vivendi)
- Alexandre Ricard (CEO von Pernod Ricard)
- Edouard de Royere (CEO von Air Liquide von 1985 bis 1995)
- Klaus Schäfer (CEO von Uniper)
- Alexander Sixt (Vorstandsvorsitzender von Sixt)
- Patrick Thomas (CEO von Hermès von 2003 bis 2014)
- Thierry de La Tour d'Artaise (CEO von SEB)

### Medien und Kultur
- Christophe Barbier (Journalist)
- Geneva Carr (amerikanische Schauspielerin)
- Gilles Martin-Chauffier (Autor, Prix-Interallié-Gewinner des Jahres 1998)
- Chékéba Hachemi (erste weibliche Diplomatin Afghanistans)
- Irma Pany (Sängerin)
- Aude Lancelin (Journalist)
- Jean-Marc Lofficier (Autor)
- Leïla Slimani (Autorin, Prix-Goncourt-Gewinnerin des Jahres 2016)
- Alexander Steinbeis (deutscher Kultur- und Musikmanager)

### Sport
- Valérie Barlois (Weltmeisterin und Olympiasiegerin im Degenfechten)
- Stéphane Diagana (Weltmeister in 400-Meter-Hürdenlauf)
- Érik Boisse (olympische Goldmedaille im Fechten)
- Ysaora Thibus (zwei olympische Medaillen im Florettfechten)
- Anne-Lise Touya (Olympiasiegerin im Säbelfechten)

## Partnerhochschulen
Es bestehen Partnerschaften mit anderen Universitäten, beispielsweise:
CentraleSupélec; Cornell University; Copenhagen Business School, ENSAE ParisTech; Erasmus-Universität Rotterdam; HEC Montreal; Humboldt-Universität zu Berlin; Hertie School of Governance; Indian Institute of Management Ahmedabad; MIT; Purdue University; Shanghai Jiao Tong University; SMU Singapore Management University; Tongji-Universität Shanghai; Universidade Católica Portuguesa Lissabon; Universita Ca’ Foscari di Venezia; Universität Stellenbosch; University of Melbourne; Waseda-Universität Tokio.

## Direktoren
ESCP Business School Wirtschaftshochschule Berlin
- 1980–1991: Bruno Leblanc
- 1991–2002: Jürgen Weitkamp
- 2002–2009: Herwig Haase
- 2009–2012: Ayad Al-Ani
- 2012–2017: Marion Festing
- 2017–2021: Andreas Kaplan
- 2021–2023: Véronique Tran
- seit 2023 Frank Jacob

ESCP Business School (Hauptsitz Paris)
- 1819–1826: A. Brodart
- 1826–1830: Monier des Taillades
- 1830–1854: Adolphe Blanqui
- 1854–1867: Gervais de Caen
- 1867–1869: Aimé Girard
- 1869–1870: Guillaume Denière
- 1870–1879: Paul Schwaeblé
- 1879–1898: Grelley
- 1898–1905: Victor Cantagrel
- 1905–1910: Emile Paris
- 1910–1938: Paul Wiriath
- 1938–1946: François Belin
- 1946–1947: Marius Desbordes
- 1967–1972: Jean Vigier
- 1972–1974: Jean Schapira
- 1974–1979: Jean-Christian Serna
- 1979–1989: Jacques Perrin
- 1989–1999: Véronique de Chantérac-Lamielle
- 1999–2006: Jean-Louis Scaringella
- 2006–2012: Pascal Morand
- 2012–2014: Édouard Husson
- 2014–2023: Frank Bournois
- seit 2023: Léon Laulusa